# 大東亜文学者大会
大東亜文学者大会（だいとうあぶんがくしゃたいかい）は、第二次世界大戦中に国策（戦争）協力を目的として、日本文学報国会などが中心となって1942年から1944年まで3度開催された文学者の交流大会。

## 経緯

### 背景
日本文学報国会が1942年5月に結成されると、その企画として「皇国文化宣揚大東亜文学者会議」の準備委員会開催が報じられた。委員会メンバーは、三浦逸雄、春山行夫、川端康成、奥野信太郎、河盛好蔵、林房雄、飯島正、一戸勉、吉屋信子、細田民樹、中山省三郎、木村毅、草野心平、高橋広江、金子光晴、張赫宙で、第1回は7月21日、第2回は8月8日に報国会と興亜院、情報局、朝日新聞社の連絡会議が行われた。大会の目的は「大東亜戦争のもと、文化の建設という共通の任務を負う共栄圏各地の文学者が一堂に会し、共にその抱負を分ち、互いに胸襟を開いて語ろう」とされていた。
また日本文学報国会事務局長久米正雄は、発足前の抱負の一つとして「大東亜共栄圏内の全文学者大会」を挙げており、菊池寛は「日支親善を計るために『日支文芸家連盟』と言ったようなものを、将来組織することを考えていた」と述べており、そういったアイデアの実現がこの大会であったとも言える。

### 第1回
第1回は1942年11月3日から1週間で開催された。議題は「大東亜戦争の目的遂行のための共栄圏内文学者の協力方法」「大東亜文学建設」の2項目。
出席者の当初の候補には中国、仏領インドシナ、インドネシア、ビルマ、フィリピンなどの文化人が挙げられていた。結局満州、蒙古、中華民国（南京の汪兆銘政権のこと）の3国の代表を招集することとなり、出席者は日本57名（台湾、朝鮮の9名を含む）、満蒙華代表計21名。満蒙華の代表団は11月1日に来日し、その日に宮城、明治神宮参拝、翌日も靖国神社参拝、その他の見学コースを回った。
11月3日に帝国劇場にて開会式。参加者は1500人。土屋文明の司会で、国民儀礼、久米正雄の開会挨拶、下村海南座長着座、奥村喜和男情報局次長、谷荻那華雄陸軍報道部長、平出英夫海軍報道部長、後藤文夫大政翼賛会事務総長、青木一男大東亜大臣の祝辞、佐佐木信綱、高浜虚子、川路柳虹の自作朗読、各国代表として蒙古恭佈札布、中国周化人、満州国古丁、菊池寛の挨拶。各国からのメッセージ代読、斎藤瀏の宣誓、島崎藤村の音頭で万歳三唱。横光利一が宣言文を朗読。
11月4、5日に大東亜会館にて本会議が、司会戸川貞雄、議長菊池寛、副議長河上徹太郎で行われた。一日目の議題は「大東亜精神の樹立」、二日目は「文学を通じての思想文化の融合方法」「文学を通じて大東亜戦を完遂についての方策」。大東亜文学大賞設立も提案される。最後に大会宣言を朗読した。
11月6-8日は、霞ヶ浦の土浦海軍航空隊、文展、帝室博物館などを見学。
11月9日に大阪中ノ島中央公会堂で、文学報国会、朝日新聞共催の大東亜講演会を開き、閉会式を行った。
決議された提案は実行委員会に附され、重慶（蔣介石政権のこと）・米英向けの弾劾問責文、枢軸側への感謝激励文の放送は、重慶向け片岡鉄兵、米国向け久米正雄、独伊向け高橋健二が執筆し、12月9日の重慶向けを皮切りに年内に放送された。
第1回大会の後、出席者でもある柳雨生、周毓英らによって中国文化協会が設立され、1943年4月に南京で全国文化代表大会を開催、日本からも10名の文化使節団が派遣されるなどの動きがあった。台湾では台湾文芸家協会によって大東亜文芸後援会が12月に各地で巡回公演会を行い、1943年5月には文学報国会台湾支部へ移行する。満州では満州文芸家協会により、1943年1月に文芸愛国大会が開かれた。

### 第2回
戦況の悪化や、汪兆銘政権の参戦などを背景として、第2回大会の準備には、文学報国会は審査部長河上徹太郎、企画課長福田清人を中国と満州に派遣して連絡を緊密化してきた。
第2回大会は、1943年8月25日から3日間にわたり、「決戦会議」と題されて開催された。参加者は日本代表99名、満蒙華代表26名。
第一日の帝国劇場での開会式は、戸川貞雄司会で、国民儀礼、久米正雄の開会挨拶、皇軍感謝決議、天羽英二情報局総裁、青木一男大東亜大臣、谷荻那華雄陸軍報道部長、栗原悦蔵海軍報道部課長、水野錬太郎興亜総本部総理の祝辞、各国代表として日本横光利一、中国周越然、満州古丁、蒙古包崇新の挨拶。中島健蔵による各国からのメッセージ朗読、吉川英治の宣誓分朗読、高島米峰の発声による万歳三唱が行われた。午後から歓迎祝賀会。
第二日目は大東亜会館で「決戦精神の昂揚、米英文化撃滅、共栄圏文化確立、その理念と実践方法」を議題として、司会戸川貞雄、議長菊池寛、副議長河上徹太郎。また直前に死去した島崎藤村に弔慰を呈して、佐藤春夫、久保田万太郎、古丁、張我軍の4名が告別式に参加した。
第三日目午前は三つの分科会に分かれ、第一分科会は高島米峰を委員長として44名で、日満華映画文学合作社設立提案、小国民文化の交流などが論じられた。第二分科会は白井喬二委員長以下40名にて、文学者による重慶地区工作提案、東亜共同の文学研究機関の設立の強調などが論じられた。第三分科会は川田順委員長以下41名で、共同機関誌の刊行、共同翻訳機関設置などが提案された。午後は本会議にて、大東亜文学大賞の受賞者発表・授賞式、日満華各地域における文学活動の報告、大会宣言の決議、聖寿万歳などが行われて閉会。
この夜には九段軍人会館で文芸大講演会。11月3日に大阪アサヒ会館で講演会、その後9月5日まで近畿地方の神社参拝、見学などを行った。

### 第3回
次回開催地の検討のため、文学報国会事務局長久米正雄は1943年末から満州、華中を回り、満州からの要請で新京も候補地に挙がったが、南京に決定。
第3回大会は、中日文化協会の主催で1944年11月12-14日に南京の中徳文化協会で開催された。参加者は日本代表14名（団長は長与善郎）、満蒙華代表54名。
第一日目の開会式では、陳廖士国民政府監察院参事が開催の経過報告、議長、副議長に銭稲孫と陶晶孫を承認。国民政府の行政院周代院長、林宣伝部、李教育部長、日本大使館の岸情報部長、出淵日本陸軍報道部長、満州国駐華大使館代表などの祝辞があった。
第二日目午前は、戦争協力や東亜固有文化創造について発言があり、午後から三分科会に分かれ、第一分科会は大東亜新文化建設のための提案、第二分科会は大東亜文芸院設立の提案、翻訳機関の設置、定期刊行物発行などについて、第三分科会は漢詩を中心とする文化聯盟具体化などの提案があった。また満州代表の要望により次回開催地を新京とすることが内定されたが、本大会が最後の開催となった。
第三日目は、宣言決議文起草委員会を選任し、宣言が中国代表梅娘、日本代表火野葦平によって朗読された。また第2回大東亜文学賞の授賞式が行われた。

## 大東亜文学大賞

### 第1回（第2回大会で授賞）
- 正賞なし
- 次賞：庄司総一「陳夫人」、大木惇夫「海原にありて歌へる」、石軍「沃土」、爵青「日本印象」、予且「予且短篇小説集」、袁犀「貝殻」

### 第2回（第3回大会で授賞）
- 正賞なし
- 次賞：鑓田研一「満州建国史」、梅娘「蟹」（短篇集）、古丁「新生」、ドック・マイ・ソッド（タイ）「これぞ人生」、ホセ・エスペランサ・クルサ（フィリピン）「タロン・マリヤ」

## 評価・反応
これらの大会の詳細については、『朝日新聞』、及び『日本学芸新聞』、『文学報国』（日本文学報国会の機関誌）、その他の雑誌等にて大きく報じられた。
この大会には日本の各文学者団体が参加したが、竹内好、武田泰淳らの中国文学研究会は参加を断った。この理由について竹内は機関誌「中国文学」1942年11月号に記載しているが、その翌年に中国文学研究会は解散する。
第1回大会では発言は日本語を正式とすることで、日本語からの通訳が付かなかったことへの批判もあり、また佐藤春夫の「先方で不平を噛み殺していたのを当方では大成功と思っていた」といった批評もあった。
戦後、上海代表として第1、第2回大会に出席した柳雨生、第2回大会に出席した陶亢徳は、1946年に反逆罪により3年の刑を受けた。

## 注
1. ↑  『日本学芸新聞』1942年8月1日
2. ↑  「話の屑籠」1940年8月
3. ↑  『朝日新聞』1943年8月7日